# Saint-Loup-de-Varennes
Pour les articles homonymes, voir Saint-Loup et Varennes.
Saint-Loup-de-Varennes est une commune française située dans le département de Saône-et-Loire, en région Bourgogne-Franche-Comté.
C'est le lieu des premières photographies, prises en 1826 par Nicéphore Niépce.

## Géographie
Saint-Loup-de-Varennes est une commune française située dans le département de Saône-et-Loire, en région Bourgogne-Franche-Comté. Elle se trouve à environ 7 kilomètres au sud de Chalon-sur-Saône, l'une des principales villes du département. Le village est situé dans la vallée de la Saône, à proximité des rives de ce fleuve, ce qui lui confère un paysage de plaine verdoyante propice à l’agriculture.

Le territoire de la commune s'étend sur environ 7,6 km², principalement constitué de terres agricoles et de zones résidentielles. L’altitude varie entre 172 mètres au point le plus bas et 206 mètres au point le plus élevé, caractérisant un relief peu accidenté.

### Accès et transports
La commune est traversée par plusieurs voies de communication locales, et elle est reliée à Chalon-sur-Saône par la route départementale D906, facilitant l’accès aux services et commerces de la ville voisine. Elle bénéficie également de la proximité de l’autoroute A6, qui relie Paris à Lyon, en facilitant les déplacements vers les grandes agglomérations.

### Géologie et relief
Le sous-sol de Saint-Loup-de-Varennes est principalement composé de formations sédimentaires datant de l'ère secondaire et plus particulièrement du Jurassique. Cette période est caractérisée par la présence de calcaires et de marnes, qui forment la base géologique de la région. Ces dépôts résultent de la sédimentation en milieu marin, lorsque la région était recouverte par une mer peu profonde.
La commune se situe dans la vaste plaine alluviale de la Saône, avec des sols majoritairement constitués d’alluvions récentes, déposées par le fleuve au cours des périodes quaternaires. Ces alluvions sont principalement composées de sables, de graviers et d’argiles, qui confèrent au sol une bonne capacité agricole, propice à l’exploitation des cultures céréalières et à l'élevage.
Les dépôts quaternaires, associés à des périodes d’inondation de la Saône, ont façonné le paysage de la vallée, donnant lieu à des terrains relativement plats avec peu de relief. Ces sols sont souvent riches en matière organique et adaptés à l’agriculture intensive.

La commune ne présente pas de formations géologiques remarquables comme des reliefs importants ou des failles majeures. Cependant, la région est influencée par l'activité tectonique liée au fossé bressan, une vaste dépression géologique formée par un effondrement tectonique, située à l'est du département. Bien que ce fossé n’ait pas d’incidence directe sur Saint-Loup-de-Varennes, il contribue à l’activité sismique modérée de la région.

### Hydrographie
Saint-Loup-de-Varennes est bordée par plusieurs petits cours d’eau et est proche du lit de la Saône, qui influence l’hydrographie locale. Cette proximité à la Saône permet également le développement d’une végétation riparienne typique des zones alluviales.

### Climat
Pour des articles plus généraux, voir Climat de la Bourgogne-Franche-Comté et Climat de Saône-et-Loire.
En 2010, le climat de la commune est de type climat océanique dégradé des plaines du Centre et du Nord, selon une étude du Centre national de la recherche scientifique s'appuyant sur une série de données couvrant la période 1971-2000. En 2020, Météo-France publie une typologie des climats de la France métropolitaine dans laquelle la commune est dans une zone de transition entre le climat océanique altéré et le climat océanique altéré et est dans la région climatique Bourgogne, vallée de la Saône, caractérisée par un bon ensoleillement (1 900 h/an), un été chaud (18,5 °C), un air sec au printemps et en été et des vents faibles.
Pour la période 1971-2000, la température annuelle moyenne est de 11,4 °C, avec une amplitude thermique annuelle de 18,3 °C. Le cumul annuel moyen de précipitations est de 814 mm, avec 11 jours de précipitations en janvier et 7,2 jours en juillet. Pour la période 1991-2020, la température moyenne annuelle observée sur la station météorologique de Météo-France la plus proche, « Saint-Marcel », sur la commune de Saint-Marcel à 6 km à vol d'oiseau, est de 12,3 °C et le cumul annuel moyen de précipitations est de 818,4 mm. 
La température maximale relevée sur cette station est de 41,8 °C, atteinte le 12 août 2003 ; la température minimale est de −20 °C, atteinte le 16 janvier 1985,,.
Les paramètres climatiques de la commune ont été estimés pour le milieu du siècle (2041-2070) selon différents scénarios d'émission de gaz à effet de serre à partir des nouvelles projections climatiques de référence DRIAS-2020. Ils sont consultables sur un site dédié publié par Météo-France en novembre 2022.

## Urbanisme

### Typologie
Au 1er janvier 2024, Saint-Loup-de-Varennes est catégorisée bourg rural, selon la nouvelle grille communale de densité à sept niveaux définie par l'Insee en 2022.
Elle appartient à l'unité urbaine de Chalon-sur-Saône, une agglomération intra-départementale regroupant treize  communes, dont elle est une commune de la banlieue,,. Par ailleurs la commune fait partie de l'aire d'attraction de Chalon-sur-Saône, dont elle est une commune de la couronne,. Cette aire, qui regroupe 109 communes, est catégorisée dans les aires de 50 000 à moins de 200 000 habitants,.

### Occupation des sols
L'occupation des sols de la commune, telle qu'elle ressort de la base de données européenne d’occupation biophysique des sols Corine Land Cover (CLC), est marquée par l'importance des territoires agricoles (66,9 % en 2018), en diminution par rapport à 1990 (72,3 %). La répartition détaillée en 2018 est la suivante : terres arables (46,9 %), prairies (20 %), zones urbanisées (15,2 %), forêts (15,1 %), zones industrielles ou commerciales et réseaux de communication (1,4 %), eaux continentales (1,4 %). L'évolution de l’occupation des sols de la commune et de ses infrastructures peut être observée sur les différentes représentations cartographiques du territoire : la carte de Cassini (XVIIIe siècle), la carte d'état-major (1820-1866) et les cartes ou photos aériennes de l'IGN pour la période actuelle (1950 à aujourd'hui).

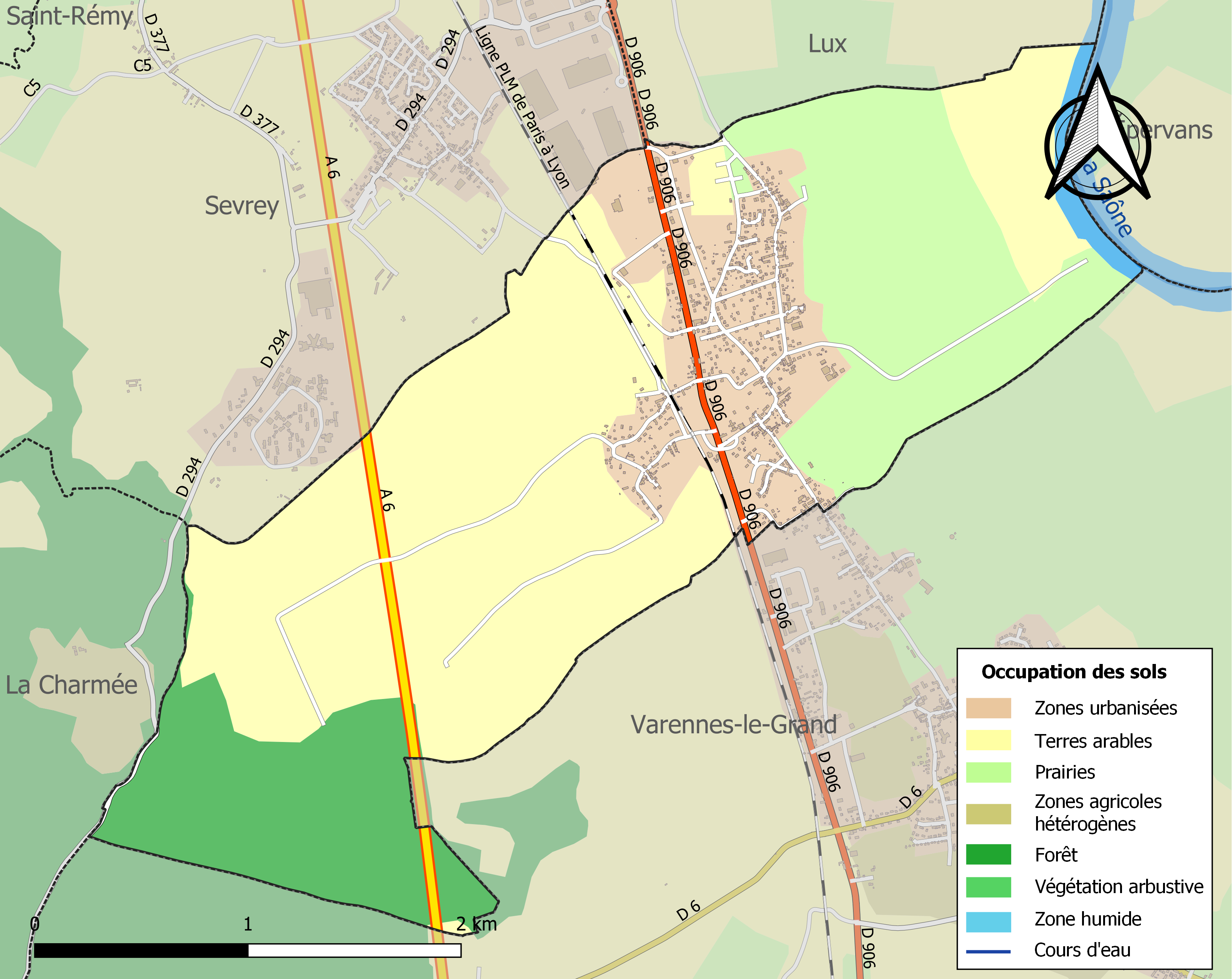
Carte des infrastructures et de l'occupation des sols de la commune en 2018 (CLC).

## Histoire
L’histoire de Saint-Loup-de-Varennes est intimement liée à celle de la vallée de la Saône, une zone stratégique et fertile, traversée depuis l’Antiquité par des voies de communication importantes. Le nom de la commune est vraisemblablement tiré de Saint Loup, évêque de Troyes au Ve siècle, qui joua un rôle significatif dans la défense de la Gaule contre les invasions barbares. Le village aurait été fondé sous l'influence de l'Église, comme beaucoup d'autres communes du Moyen Âge.

### Origines et Moyen Âge
Les premières traces de peuplement à Saint-Loup-de-Varennes remontent à l'époque gallo-romaine, bien que la présence de la Saône et la fertilité des sols aient probablement attiré des populations bien avant. Le village se développe autour de son église, comme beaucoup d’autres petites communautés rurales du Moyen Âge, avec l'agriculture comme activité principale.
Durant cette période, Saint-Loup-de-Varennes se trouve sous l'influence des seigneuries locales et du diocèse d'Autun. Le territoire est divisé en domaines agricoles, et la vie quotidienne de la population est rythmée par les travaux des champs et la pratique religieuse.

### Époque moderne
À l'époque moderne, Saint-Loup-de-Varennes reste un village agricole, relativement épargné par les conflits majeurs qui secouent la région, notamment pendant les guerres de Religion. Le village connaît une certaine stabilité et prospérité grâce à la proximité de Chalon-sur-Saône, une ville commerçante active.

### Nicéphore Niépce et l'invention de la photographie
Le fait le plus marquant de l’histoire de Saint-Loup-de-Varennes est son association avec Nicéphore Niépce, inventeur de la photographie. C’est dans cette commune, en 1827, que Niépce réalise la première photographie de l’histoire, intitulée Point de vue du Gras, prise depuis la fenêtre de sa maison. Cet événement place Saint-Loup-de-Varennes au cœur de l’histoire de l’innovation scientifique et technique.
Niépce est né dans la région et a passé une grande partie de sa vie dans sa propriété de Saint-Loup-de-Varennes, où il mène ses recherches sur la lithographie et l’héliographie, qui donneront naissance à la première image permanente. Sa maison est aujourd'hui un lieu de mémoire et attire des visiteurs intéressés par l'histoire de la photographie et de la technologie.

### Période contemporaine
Au cours des XIXe et XXe siècles, Saint-Loup-de-Varennes a poursuivi son développement en restant une petite commune rurale. L'agriculture reste l'activité dominante, mais la proximité de Chalon-sur-Saône favorise également une évolution vers une commune résidentielle, avec des habitants travaillant en ville et vivant dans un cadre rural.
De nos jours, Saint-Loup-de-Varennes est surtout connue pour son patrimoine historique lié à Niépce, tout en conservant son caractère rural et tranquille. La commune a su préserver son environnement naturel tout en s'ouvrant au tourisme culturel,,.

## Politique et administration

### Listes des maires
| Période   | Période  | Identité       | Étiquette | Qualité |
| --------- | -------- | -------------- | --------- | ------- |
| mars 2001 | mai 2020 | Francis Debras | UMP-LR    |         |
| mai 2020  | en cours | Gérard Rigaud  | SE        |         |

### Canton et intercommunalité
La commune fait partie du Grand Chalon.

## Population et société

### Démographie

#### Évolution démographique
L'évolution du nombre d'habitants est connue à travers les recensements de la population effectués dans la commune depuis 1793. Pour les communes de moins de 10 000 habitants, une enquête de recensement portant sur toute la population est réalisée tous les cinq ans, les populations de référence des années intermédiaires étant quant à elles estimées par interpolation ou extrapolation. Pour la commune, le premier recensement exhaustif entrant dans le cadre du nouveau dispositif a été réalisé en 2007.

En 2022, la commune comptait 1 249 habitants, en évolution de +8,04 % par rapport à 2016 (Saône-et-Loire : −1,06 %, France hors Mayotte : +2,11 %).
| 1793 | 1800 | 1806 | 1821 | 1831 | 1836 | 1841 | 1846 | 1851 |
| ---- | ---- | ---- | ---- | ---- | ---- | ---- | ---- | ---- |
| 602  | 644  | 655  | 693  | 397  | 646  | 678  | 694  | 655  |

| 1856 | 1861 | 1866 | 1872 | 1876 | 1881 | 1886 | 1891 | 1896 |
| ---- | ---- | ---- | ---- | ---- | ---- | ---- | ---- | ---- |
| 698  | 666  | 675  | 652  | 631  | 615  | 613  | 573  | 533  |

| 1901 | 1906 | 1911 | 1921 | 1926 | 1931 | 1936 | 1946 | 1954 |
| ---- | ---- | ---- | ---- | ---- | ---- | ---- | ---- | ---- |
| 534  | 517  | 502  | 450  | 476  | 486  | 459  | 460  | 471  |

| 1962 | 1968 | 1975 | 1982 | 1990 | 1999  | 2006  | 2007  | 2012  |
| ---- | ---- | ---- | ---- | ---- | ----- | ----- | ----- | ----- |
| 608  | 610  | 671  | 693  | 986  | 1 018 | 1 114 | 1 128 | 1 132 |

| 2017  | 2022  | - | - | - | - | - | - | - |
| ----- | ----- | - | - | - | - | - | - | - |
| 1 161 | 1 249 | - | - | - | - | - | - | - |

### Cultes
Saint-Loup de Varennes fait partie de la paroisse du Bon Samaritain qui compte huit communes, dont le centre est Saint-Rémy, soit environ 21 000 habitants.

## Culture locale et patrimoine

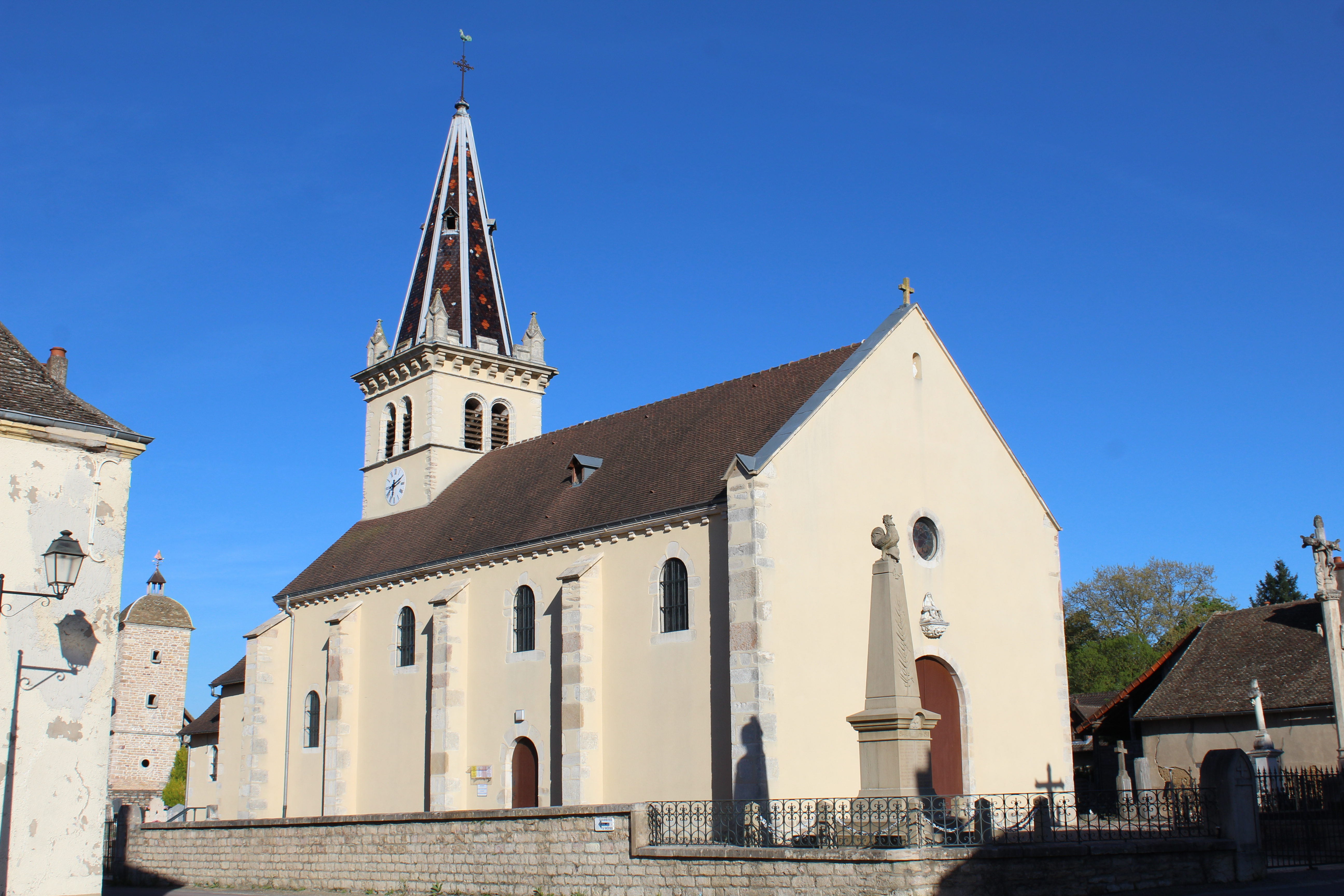
L'église, sous le vocable de saint Loup.

### Lieux et monuments
- L'église, placée sous le patronage de l’évêque saint Loup, qui présente différentes périodes de construction : travée sous clocher gothique, nef reconstruite en 1763, chœur agrandi vers 1825, flèche reconstruite en 1894.
- Le vieux château de Saint-Loup de Varennes : seigneurie des Louvois, puis des ducs d'Uzès. Inscrit comme Monument historique (2009).
- La maison de Nicéphore Niepce, dite Maison du Gras[22] : visite de mi-juin à début septembre. L'inventeur de la photographie y fit l'intégralité de ses recherches et découvertes, il y invita à de nombreuses occasions Daguerre. On peut y voir le laboratoire de Fortuné Joseph Petiot-Groffier.
- La croix de cimetière du XVIe siècle, classée au titre des Monuments historiques (1908)[23], située à côté de la tombe de Nicéphore Niépce.
- Le lavoir du XIXe siècle[24].
- La source et la croix de Saint-Loup. Un édicule maçonné en pierres, jointes au ciment, est encastré dans un terrain, et deux plates-bandes latérales sont aménagées par des murets en pierre maçonnées. L’édicule offre une ouverture en arc plein cintre et une croix en clé de voûte, avec une dalle en pierre supérieure. L’ouvrage est daté de 1895. En façade principale, deux plaques commémoratives sont visibles : « CETTE FONTAINE A ÉTÉ ÉRIGÉE EN 1895 EN L'HONNEUR DE ST LOUP ÉVÊQUE DE CHALON AU 5e SIÈCLE. ICI PENDANT LA SÉCHERESSE LE SAINT FIT JAILLIR CETTE SOURCE MIRACULEUSE. » et « RECONNAISSANCE À ST LOUP POUR LA PROTECTION DU VILLAGE DU 15 AOUT AU 5 SEPT. 1944 LES HABITANTS DE CETTE COMMUNE CONFIÈRENT À LEUR ST PATRON LEURS VIES, LEURS BIENS, LEURS PRISONNIERS TOUS FURENT PROTÉGÉS DES HORDES NAZIES EN RETRAITES. » Une messe est célébrée le lundi de Pentecôte. Dans une niche, statue polychrome de saint Loup, du XVIIIe siècle, en évêque, coiffé de la mitre et tenant autrefois la crosse dans la main gauche (inscrite MH en 1990 et 1992). Statue peinte en blanc sur haut piédestal, entourée de grilles et mise sous cloche transparente. A proximité de la source, croix de Saint-Loup de 1726[25].

### Saint-Loup-de-Varennes dans les arts

#### Saint-Loup-de-Varennes au cinéma
Une scène du film Le Cercle rouge se passe à Saint-Loup-de-Varennes sur la RN6 au niveau du Monument à Niépce : Corey, joué par Alain Delon rencontre le premier barrage routier, sous une pluie battante.

### Personnalités liées à la commune
Parmi les personnalités attachées à l'histoire de Saint-Loup-de-Varennes figure :
- Nicéphore Niepce (1765-1833), inventeur de la photographie, y résida et y mourut. Il y fit la première photographie de l'histoire.

### Héraldique
|  | Les armes de la commune se blasonnent ainsi : Parti : au 1) de gueules plain, au 2) d’or au pal d’azur ; le tout sommé d’un chef d’argent chargé de trois coquilles de gueules. |

## Pour approfondir